# میکا نیناگاوا
میکا نیناگاوا (انگلیسی: Mika Ninagawa; زاده  ۱۸ اکتبر ۱۹۷۲) عکاس و کارگردان اهل ژاپن است. او بیشتر به خاطر عکس‌های رنگارنگش از گل‌ها شناخته شده است.